# Vieux-Rouen-sur-Bresle
Vieux-Rouen-sur-Bresle – miejscowość i gmina we Francji, w regionie Normandia, w departamencie Sekwana Nadmorska.
Według danych na rok 1990 gminę zamieszkiwały 713 osoby, a gęstość zaludnienia wynosiła 48 osób/km² (wśród 1421 gmin Górnej Normandii Vieux-Rouen-sur-Bresle plasuje się na 335. miejscu pod względem liczby ludności, natomiast pod względem powierzchni na miejscu 144.).